# ヴィルヘルム・ヘンゼル

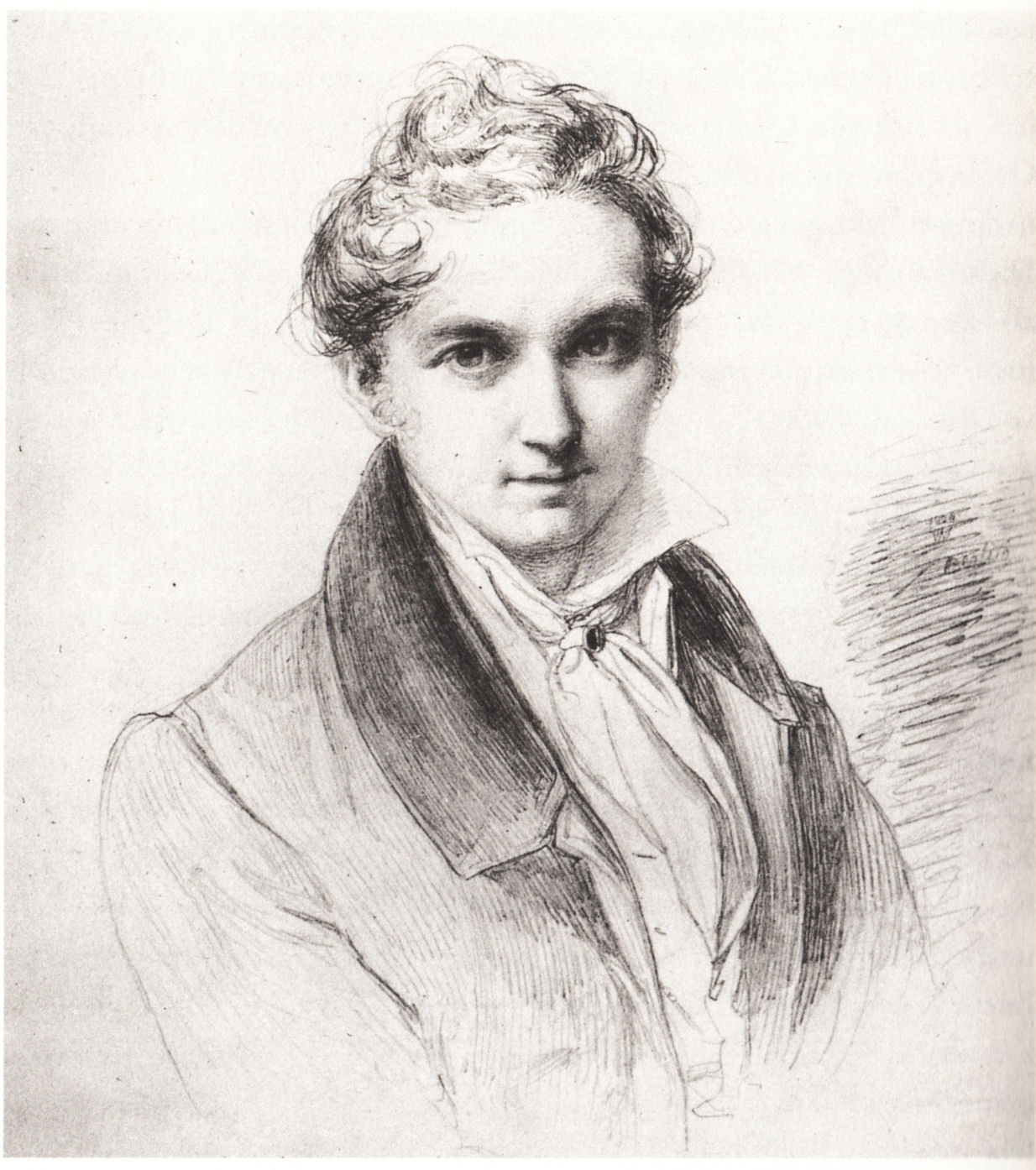
ヴィルヘルム・ヘンゼル（自画像）

ヴィルヘルム・ヘンゼル（Wilhelm Hensel, 1794年7月6日 - 1861年11月26日）は、ドイツの画家。ルイーゼ・ヘンゼル（de:Luise Hensel）の兄、ファニー・メンデルスゾーンの夫、フェリックス・メンデルスゾーンの義兄に当たる。

## 生涯
プロテスタントの牧師の息子として、現在のブランデンブルク州に属するトレビンで生まれた。建築学校へ入学するも、程無くして絵画に情熱を傾けた。兵役によって勉強は途切れたものの、パリへの派遣を利用し現地で絵画技法を学んだ。また、文筆や詩でも成功したが、その成功故に画家としての将来を諦めようとしたこともあった。
ヘンゼル家には著名人が多く、それ由に描いた作品のほとんどが、肖像画である。例外として、暦の挿絵やアートワークの製作にも寄与し、後者はベルリンを代表する劇場 Schauspielhaus のホールに飾られている。1825年、王の後援によりイタリアへ赴き、ラファエロ・サンティの絵画作品の複写に携わった。
1828年にベルリンに戻り、宮廷画家として働いた。また教授として、教授会のメンバーにも就任した。1848年にドイツで革命が勃発するとヘンゼルは画家としての仕事を中断し、当時の保守派政党を熱心に支持するようになる。その後、仕事を再開したが、1861年の11月26日に没した。
ドイツの作家、テオドール・フォンターネは、著作 Wanderungen durch die Mark Brandenburg の最後の章で、ヘンゼルを追悼している。
代表作に、Christus in der Wüste、Kaiser Wenzel、Italienische Landleute am antiken Brunnen がある。また、ドイツ・ロマン期の著名人の1000を超える肖像画を残した。
妻のファニー・メンデルスゾーン、義弟のフェリックス・メンデルスゾーンは共にピアニスト兼作曲家として重要な存在であり、妹のルイーゼ・ヘンゼルは宗教詩人で作品は多くの人々に読まれている。また、数学者のクルト・ヘンゼルは孫にあたる。

## 作品
- アントニ・ヘンリク・ラジヴィウ - 貴族
- ファニー・メンデルスゾーン - 音楽家
- フェリックス・メンデルスゾーン
- エリザ・ラジヴィウヴナ